# Llano Verde, San Miguel Mixtepec
Llano Verde är en ort i Mexiko.   Den ligger i kommunen San Miguel Mixtepec och delstaten Oaxaca, i den sydöstra delen av landet, 400 km sydost om huvudstaden Mexico City. Llano Verde ligger 2 271 meter över havet och antalet invånare är 192.
Terrängen runt Llano Verde är bergig, och sluttar österut. Runt Llano Verde är det ganska glesbefolkat, med 29 invånare per kvadratkilometer. Närmaste större samhälle är San Pablo Huixtepec, 17,9 km nordost om Llano Verde. I omgivningarna runt Llano Verde växer i huvudsak blandskog.